# Cristian Bogado
Cristian Venancio Bogado Morínigo (Asunción, Departamento Central, Paraguay, 7 de enero de 1987) es un exfutbolista paraguayo que jugaba como delantero centro.
Debutó como futbolista profesional en el club Sol de América de su natal Paraguay con 17 años, donde anotó 4 goles. Luego siguió su carrera en clubes paraguayos, pasando por los grandes Libertad y Nacional. Aunque no rindió lo esperado y no consiguió marcar en el primer equipo, se consagró en el cuadro de Nacional, donde convirtió 17 goles. Destaca por su gran corpulencia y calidad a la hora de encarar, así como también los tiros de media distancia y la precisión para definir.
Luego internacionalizó su carrera al llegar a Estudiantes de La Plata en 2007, quedándose en el club hasta 2008. En 2009 firmaría por Deportes Iquique de Chile, donde sería figura del equipo, marcando 8 goles en 13 partidos, terminado en 6° posición del torneo de apertura y llegando a los cuartos de final de los play-off. La gran campaña le significó ser pretendido por varios clubes grandes de Chile, recalando finalmente en Colo-Colo, con el cual consiguió el título del torneo de clausura.
Después de no ser considerado por el cuerpo técnico de Colo-Colo fue enviado a préstamo a Olimpia de Paraguay por todo el 2010. En 2011 volvió a jugar por Deportes Iquique, donde consiguió más regularidad y se consolidó como uno de los pilares del club, a pesar de que solo marcó un gol en el torneo apertura 2011. En los siguientes campeonatos marcó una gran cantidad de goles, que lo llevaron a ser el tercer goleador histórico del club con 50 anotaciones.

## Trayectoria

### Inicios en Paraguay: Sol de América, Libertad y Nacional
Inició su carrera en el Sol de América de su país en el cual debutó en 2004. Anotó 4 goles y más tarde fue adquirido por el Libertad, uno de los más grandes de Paraguay. Allí solo jugó 5 partidos y no marcó tantos. Fue cedido a préstamo al club Nacional, en donde se destapó como goleador marcando, entre el 2005 y el 2007, 17 goles en 75 partidos. Aquí compartió el ataque con Oscar "Tacuara" Cardozo.

### Estudiantes de La Plata
Fue pretendido por varios clubes, pero ese año firma por el club Estudiantes de la Plata de Argentina, donde una rebelde lesión le impide actuar con normalidad, disputando apenas 11 encuentros sin poder convertir. Luego sería relegado a la suplencia, por no concordar con los planes de su DT de ese momento Leonardo Astrada, quien pretendiera que actuara, como volante por derecha en vez de delantero, a lo cual el atacante se negó, por no considerar esta como su posición natural, por ello no pudo sumar más minutos en la Argentina y en paralelo, decidió rescindir su contrato con el club pincharrata sin pagar indemnización.

### Llegada a Chile: Deportes Iquique y Colo-Colo
A principios del año 2009, Bogado se fue a Chile donde es cedido a préstamo a Deportes Iquique, equipo recién ascendido a la Primera División de aquel país. Y fue en Chile donde muestra un fútbol batallador y gran eficacia de cara al gol, con  Deportes Iquique haciendo una gran campaña, donde incluso fue el goleador del equipo con 8 goles en el Apertura de ese año. Lo que lo llevó a ser pretendido por muchos clubes grandes de Chile, pero quien finalmente se quedó con el jugador fue Colo-Colo, equipo que en ese entonces adiestraba el argentino Hugo Tocalli, con quien logró el campeonato de Torneo Clausura 2009. En la final de ese campeonato frente a Universidad Católica en el Estadio Santa Laura de Santiago, Cristian Bogado entró a los 88 minutos por el mundialista chileno de Sudáfrica 2010 Esteban Paredes, y un minuto después marcó el 4-2 ante Universidad Católica, con el cual Colo-Colo obtuvo su 29º campeonato en la Primera División de Chile y en paralelo pese a ser suplente, Bogado se ganó el cariño de los hinchas albos.

### Vuelta a Paraguay
El 3 de julio se informó que sería cedido a préstamo por Colo-Colo al Club Olimpia de Paraguay.

### Nuevamente a Iquique y goleador histórico
Después de una pasantía sin tener muchas posibilidades de integrar el equipo principal y algunas lesiones arregló su desvinculación un mes antes de lo previsto en su préstamo. En el 2011 Bogado vuelve a Chile, país donde tuvo mucho éxito en su carrera en el extranjero y en lo futbolístico y regresando al primer club que militó en ese país, Deportes Iquique equipo que volverá a jugar en la Primera División en la temporada 2011, manteniéndose a Colo-Colo como club dueño de su pase, por el contrato vigente que tiene con el club albo.
En enero de 2012 logra su desvinculación con Colo-Colo de su contrato y sigue en Deportes Iquique que compra la totalidad de su pase firmando por 1 año más. Sus 39 goles en el club iquiqueño los mantienen como el quinto goleador histórico del club, detrás de Fidél Dávila con 56 y Juan José Oré con 41.

### Unión Comercio
En el 2014 llega al Unión Comercio donde se convierte en el segundo máximo goleador del torneo peruano Campeonato Descentralizado 2014 con 17 goles solo detrás del uruguayo Santiago Silva con 23 goles, ayudando así a su equipo a obtener el cupo a la Copa Sudamericana 2015.

### Audax Italiano
El 1 de junio de 2018, Bogado vuelve al fútbol chileno, luego de 3 años de ausencia, esta vez para reforzar al Audax Italiano de la Primera División y llega al cuadro de La Florida, para reemplazar al internacional uruguayo Sebastián Abreu, que llegó al club itálico a comienzos del mismo año. Eso si, Bogado llega a Audax Italiano, en compañía del mediocampista argentino Darío Bottinelli, quien también regresa al fútbol chileno. Audax Italiano se convertirá en el tercer club de Bogado en Chile, luego de sus exitosos pasos por Deportes Iquique y Colo Colo (fue campeón en el 2009, con el cuadro de Macul).

### Club River Plate
Para el 2019 ficha por el River Plate de su país.

## Selección nacional
En la Selección Sub-20, fue figura de su equipo en el Campeonato Sudamericano Sub-20 de 2007, pese a que no se consiguió la clasificación al certamen mundial de la categoría.

### Goles en la selección
| Resultados | Resultados | Resultados | Resultados      | Lugar    | Estadio                           | Fecha              | Tipo                | Gol(es) |
| ---------- | ---------- | ---------- | --------------- | -------- | --------------------------------- | ------------------ | ------------------- | ------- |
| Paraguay   | 1          | 1          | Costa de Marfil | Yokohama | Estadio Internacional de Yokohama | 22 de mayo de 2008 | Amistoso Copa Kirin | 1 gol   |

## Estadísticas
- Actualizado al último partido disputado: 20 de agosto de 2017.

| Sol de América Paraguay |               |               |     |     |    |   |    |     |     |      |      |
| 1.ª | 2004          | 20            | 4   | 0   | 0  | 0 | 0  | 20  | 4   | 0.2  |      |
| Total club | Total club    | 20            | 4   | 0   | 0  | 0 | 0  | 20  | 4   | 0.2  |      |
| Libertad Paraguay |               |               |     |     |    |   |    |     |     |      |      |
| 1.ª | 2005          | 5             | 0   | 0   | 0  | 3 | 0  | 8   | 0   | 0    |      |
| Total club | Total club    | 5             | 0   | 0   | 0  | 3 | 0  | 8   | 0   | 0    |      |
| Nacional Paraguay |               |               |     |     |    |   |    |     |     |      |      |
| 1.ª | 2005          | 15            | 2   | 0   | 0  | 0 | 0  | 15  | 2   | 0.13 |      |
| 1.ª | 2006          | 22            | 6   | 0   | 0  | 2 | 0  | 24  | 6   | 0.25 |      |
| 1.ª | 2007          | 38            | 9   | 0   | 0  | 0 | 0  | 38  | 9   | 0.24 |      |
| Total club | Total club    | 75            | 17  | 0   | 0  | 2 | 0  | 77  | 17  | 0.22 |      |
| Estudiantes de La Plata Argentina |               |               |     |     |    |   |    |     |     |      |      |
| 1.ª | 2007/08       | 10            | 0   | 0   | 0  | 2 | 0  | 12  | 0   | 0    |      |
| 1.ª | 2008/09       | 1             | 0   | 0   | 0  | 1 | 0  | 2   | 0   | 0    |      |
| Total club | Total club    | 11            | 0   | 0   | 0  | 3 | 0  | 14  | 0   | 0    |      |
| Deportes Iquique · Chile |               |               |     |     |    |   |    |     |     |      |      |
| 1.ª | 2009          | 13            | 8   | 0   | 0  | 0 | 0  | 13  | 8   | 0.62 |      |
| 1.ª | 2011          | 29            | 9   | 3   | 2  | 2 | 0  | 34  | 11  | 0.32 |      |
| 1.ª | 2012          | 27            | 13  | 4   | 1  | 2 | 0  | 33  | 14  | 0.42 |      |
| 1.ª | 2013          | 12            | 2   | 0   | 0  | 4 | 0  | 16  | 2   | 0.13 |      |
| 1.ª | 2013/14       | 15            | 4   | 6   | 0  | 0 | 0  | 21  | 4   | 0.19 |      |
| 1.ª | 2014/15       | 16            | 8   | 0   | 0  | 0 | 0  | 16  | 8   | 0.5  |      |
| 1.ª | 2015/16       | 10            | 2   | 4   | 1  | 0 | 0  | 14  | 3   | 0.21 |      |
| Total club | Total club    | 122           | 46  | 17  | 4  | 8 | 0  | 147 | 50  | 0.34 |      |
| Colo-Colo · Chile |               |               |     |     |    |   |    |     |     |      |      |
| 1.ª | 2009          | 20            | 5   | 0   | 0  | 0 | 0  | 20  | 5   | 0.25 |      |
| 1.ª | 2010          | 11            | 4   | 0   | 0  | 3 | 1  | 14  | 5   | 0.36 |      |
| Total club | Total club    | 31            | 9   | 0   | 0  | 3 | 1  | 34  | 10  | 0.29 |      |
| Olimpia Paraguay |               |               |     |     |    |   |    |     |     |      |      |
| 1.ª | 2010          | 8             | 0   | 0   | 0  | 1 | 0  | 9   | 0   | 0    |      |
| Total club | Total club    | 8             | 0   | 0   | 0  | 1 | 0  | 9   | 0   | 0    |      |
| Unión Comercio · Perú |               |               |     |     |    |   |    |     |     |      |      |
| 1.ª | 2014          | 28            | 17  | 12  | 2  | 0 | 0  | 40  | 19  | 0.48 |      |
| 1.ª | 2016          | 17            | 3   | 0   | 0  | 0 | 0  | 17  | 3   | 0.18 |      |
| 1.ª | 2017          | 28            | 14  | 0   | 0  | 0 | 0  | 28  | 14  | 0.52 |      |
| 1.ª | 2018          | 7             | 2   | 0   | 0  | 0 | 0  | 7   | 2   | 0.29 |      |
| Total club | Total club    | 80            | 36  | 12  | 2  | 0 | 0  | 92  | 38  | 0.41 |      |
| Rubio Ñu Paraguay |               |               |     |     |    |   |    |     |     |      |      |
| 1.ª | 2016          | 11            | 1   | 0   | 0  | 0 | 0  | 11  | 1   | 0.09 |      |
| Total club | Total club    | 11            | 1   | 0   | 0  | 0 | 0  | 11  | 1   | 0.09 |      |
| Audax Italiano · Chile |               |               |     |     |    |   |    |     |     |      |      |
| 1.ª | 2018          | 2             | 0   | 0   | 0  | 0 | 0  | 2   | 0   | 0    |      |
| Total club | Total club    | 2             | 0   | 0   | 0  | 0 | 0  | 2   | 0   | 0    |      |
| Total carrera | Total carrera | Total carrera | 365 | 113 | 29 | 6 | 20 | 1   | 414 | 120  | 0.29 |
| (1) Incluye datos de Copa Chile y Copa Inca. (2) Incluye datos de Copa Libertadores y Copa Sudamericana. (3) No incluye goles en partidos amistosos. |               |               |     |     |    |   |    |     |     |      |      |

## Palmarés

### Campeonatos nacionales
| Título           | Club      | País  | Año    |
| ---------------- | --------- | ----- | ------ |
| Primera División | Colo-Colo | Chile | 2009-C |